# Chirbat Masi
Chirbat Masi (arab. خربة ماصي) – wieś w Syrii, w muhafazie Aleppo, w dystrykcie Manbidż. W 2004 roku liczyła 872 mieszkańców.